# Kochav HaShachar

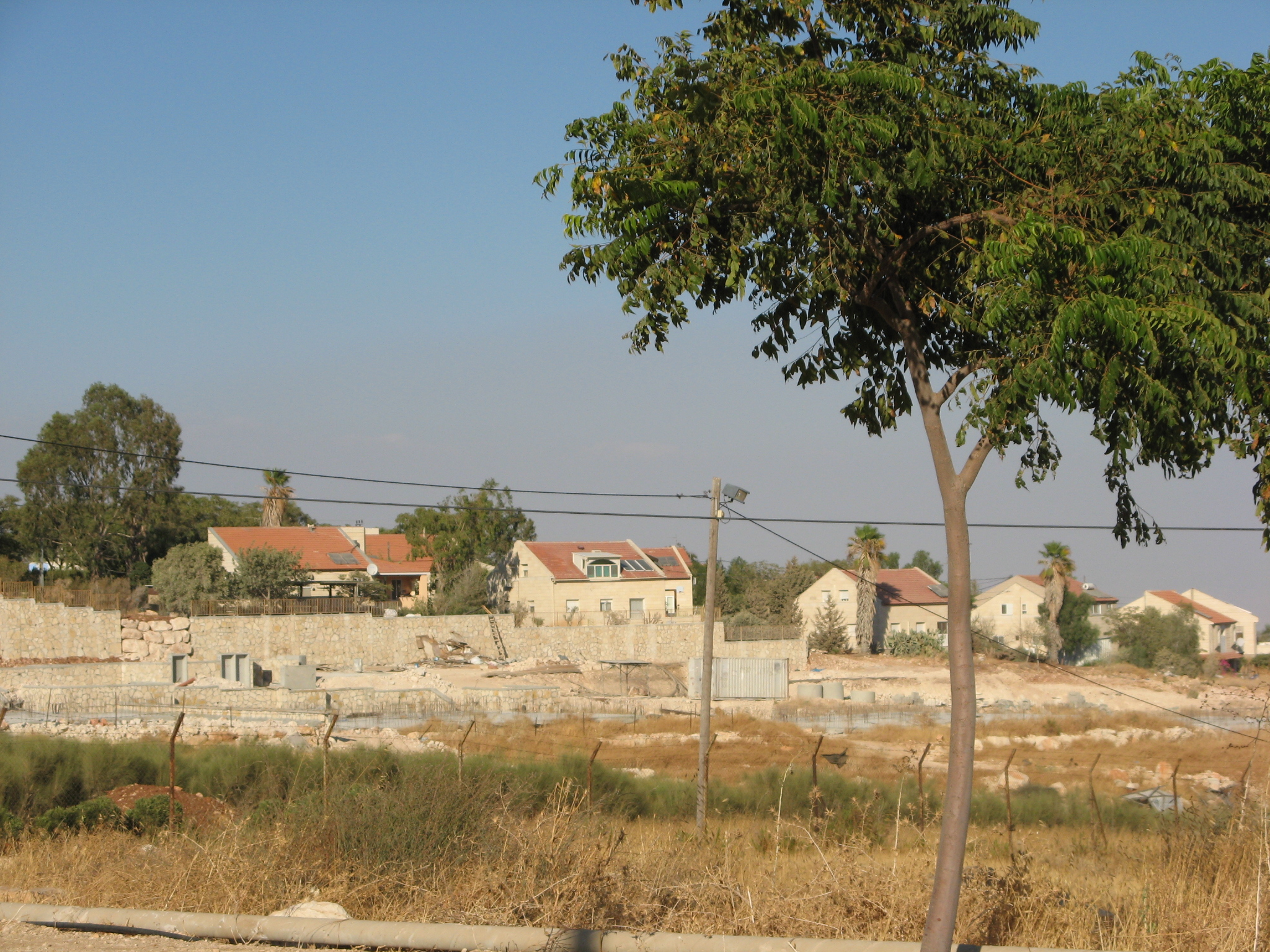
Kochav HaShachar.

Kochav HaShachar (en hebreu: כוכב השחר) també anomenada Kochav Shachar (en català: Estel del Matí) és un assentament israelià situat en l'Àrea de Judea i Samaria en la Cisjordània ocupada. Kochav HaShahar està sota el poder del consell regional de Matte Binyamin. L'assentament va ser fundat per nou joves parelles en 1979 en un indret fronterer militar israelià. En 2006, la ciutat era la llar d'unes 300 famílies.